# Ana Kobal (sciatrice 1991)
Ana Kobal (20 gennaio 1991) è un'ex sciatrice alpina slovena.

## Biografia
Attiva in gare FIS dal gennaio del 2006, Ana Kobal ha debuttato in Coppa Europa il 29 novembre 2008 a Kvitfjell in supergigante, piazzandosi 30ª. Nel 2010 è stata convocata per i Mondiali juniores che si sono disputati sul versante francese del Monte Bianco, ottenendo come miglior risultato il 14º posto nel supergigante. Sempre nel 2010 ha partecipato per la prima volta a una gara valida per la Coppa del Mondo, chiudendo 52ª nella discesa libera tenutasi sul tracciato canadese di Lake Louise il 2 dicembre; nella stessa stagione 2010-2011 ha disputato anche le altre quattro gare della sua carriera nel massimo circuito, ottenendo il miglior piazzamento il 4 marzo a Tarvisio in supercombinata (34ª) e prendendo per l'ultima volta il via due giorni dopo nella medesima località in supergigante (37ª).
Dopo aver gareggiato prevalentemente in Coppa Europa fino alla stagione 2011-2012, da quella successiva si è concentrata sulla Nor-Am Cup: nel circuito continentale nordamericano ha debuttato il 26 novembre 2012 a Loveland, senza concludere la prima manche dello slalom speciale in programma, e il 10 dicembre successivo ha ottenuto il suo unico podio vincendo il supergigante disputato a Panorama. Si è ritirata durante la stagione 2015-2016 e la sua ultima gara è stata uno slalom speciale universitario disputato a Red River il 21 febbraio, non completato dalla Kobal; in carriera non ha preso parte né a rassegne olimpiche né iridate.

## Palmarès

### Coppa Europa
- Miglior piazzamento in classifica generale: 52ª nel 2011

### Nor-Am Cup
- Miglior piazzamento in classifica generale: 19ª nel 2013
- 1 podio:
  - 1 vittoria

#### Nor-Am Cup - vittorie
| Data             | Località | Paese  | Specialità |
| ---------------- | -------- | ------ | ---------- |
| 10 dicembre 2012 | Panorama | Canada | SG         |

Legenda:

SG = supergigante

### Campionati sloveni
- 4 medaglie[1][2]:
  - 1 oro (supergigante nel 2012)
  - 2 argenti (discesa libera nel 2010; supercombinata nel 2011)
  - 1 bronzo (combinata nel 2010)